# Ружиндол
Ружиндол (на словашки: Ružindol) е село в окръг Търнава, Търнавски край, Западна Словакия. Населението му е 1726 души.
Разположено е на 166 m надморска височина, на 8 km западно от град Търнава. Площта му е 14,71 km². Кмет на селото е Петер Галански.